# Талапський сільський округ (Жезказганська міська адміністрація)
Тала́пський сільський округ (каз. Талап ауылдық округі, рос. Талапский сельский округ) — адміністративна одиниця у складі Жезказганської міської адміністрації Улитауської області Казахстану. Адміністративний центр — село Талап.
Населення — 726 осіб (2021; 833 у 2009, 950 у 1999, 1846 у 1989).
Станом на 1989 рік існувала Талапська сільська рада (село Талап). 2010 року було ліквідовано село Старий Талап.

## Склад
До складу округу входять такі населені пункти:
| Населений пункт    | Населення, осіб (1989) | Населення, осіб (1999) | Населення, осіб (2009) | Населення, осіб (2021) |
| ------------------ | ---------------------- | ---------------------- | ---------------------- | ---------------------- |
| Старий Талап, село | -                      | 26                     | 36                     | -                      |
| Талап, село        | 1846                   | 924                    | 797                    | 726                    |